# Dyckia macedoi
Dyckia macedoi är en gräsväxtart som beskrevs av Lyman Bradford Smith. Dyckia macedoi ingår i släktet Dyckia och familjen Bromeliaceae. Inga underarter finns listade i Catalogue of Life.